# Haus der drei Sonnen
Haus der drei Sonnen ist ein Lied der deutschen Popsängerin Nena bzw. ihrer gleichnamigen Band. Das Stück ist die vierte Singleauskopplung aus ihrem vierten Studioalbum Feuer und Flamme. International erlangte das Lied in seiner englischsprachigen Version It’s All in the Game, aus dem gleichnamigen Album, Bekanntheit.

## Entstehung und Artwork
Geschrieben wurde das Lied gemeinsam von den beiden Bandmitgliedern Jörn-Uwe Fahrenkrog-Petersen und Carlo Karges. Produziert wurde die Single von Reinhold Heil. Für das Arrangement war ebenfalls die Band selbst verantwortlich. Die Single wurde unter dem Musiklabel CBS Records veröffentlicht und durch den CBS Songs Musikverlag und Edition Hate verlegt. Auf dem schwarz-weißen Cover der Maxi-Single ist – neben Künstlernamen und Liedtitel – lediglich das Gesicht Nenas zu sehen.

## Veröffentlichung und Promotion
Die Erstveröffentlichung von Haus der drei Sonnen erfolgte am 29. Juli 1985 in Deutschland. Die Maxi-Single wurde als Musikkassette sowie als 7"- und 12"-Schallplatte veröffentlicht und beinhaltet das Lied Ein Brief als B-Seite. Noch im gleichen Jahr wurde Haus der drei Sonnen unter anderem in Japan veröffentlicht. Hierfür wurde die B-Seite durch die englischsprachige Version It’s All in the Game ausgetauscht. Um das Lied zu bewerben, erfolgten unter anderem Liveauftritte in der ZDF-Show Na sowas! Extra, der ARD-Show Treffpunk Airport sowie dem Musik Convoy des Westdeutschen Rundfunks (WDR).
Die englischsprachige Version It’s All in the Game wurde ebenfalls als eigenständige Single veröffentlicht. Sie wurde europaweit, mit der B-Seite Let’s Humanize, veröffentlicht. im Vereinigten Königreich erfolgte die Veröffentlichung einer Remix-Single, diese beinhaltete einen Remix zu It’s All in the Game sowie eine Remixversion zu Anyplace, Anywhere, Anytime (der englischen Version von Irgendwie, irgendwo, irgendwann) und die Albumversion von Let’s Humanize.

## Inhalt
Die Musik zu Haus der drei Sonnen wurde von Jörn-Uwe Fahrenkrog-Petersen und der Text von Carlo Karges verfasst. Musikalisch bewegt sich das Lied im Bereich der Neuen Deutschen Welle und Synthiepops. Das Tempo beträgt 131 Beats per minute. Der Liedtitel spielt auf das Sonnensymbol der Spielautomaten an, bei denen drei Sonnen einen Gewinn bedeuten. Das Sonnensymbol ist das Logo der Merkur Spielothek der Gauselmann-Gruppe. Die Webpräsenz track4-info.de beschrieb Haus der drei Sonnen als ein Lied, in dem es nur vordergründig um Glück und Spiele fern der Realität geht, der aber genauso als eine sublime Matrix des Lebens gelten könne.
| „Im Haus der drei Sonnen fern von dieser Welt, im Schnellzug zur Hoffnung der nirgendwo hält. Wo leuchtend die Räder des Schicksals rotier’n und Raumschiffe einsam im All explodier’n.“ – Originalauszug, Haus der drei Sonnen | „Live to the Limit and listen to your heart, don’t let life leave you, standing in the dark. Luck fades away but the spirit never dies, it’s all in the game, keep the fire in your eyes.“ – Originalauszug, It’s All in the Game |

## Musikvideo
Im Musikvideo zu Haus der drei Sonnen sind charakteristische Szenen aus einer Spielbank zu sehen, unter anderem Menschen an Spielautomaten, beim Billard oder am Roulettetisch. Typische Symbole der Spiele wurden durch die Mitglieder der Nena-Band ausgetauscht, sodass diese z. B. auf Spielkarten abgebildet sind. Zwischendurch sind immer wieder die Band-Mitglieder abseits der Spielhallen zu sehen, wie sie das Lied spielen. Die Gesamtlänge des Videos beträgt 3:46 Minuten.

## Mitwirkende
| Liedproduktion - Rolf Brendel: Arrangement, Schlagzeug - Jürgen Dehmel: Arrangement, Bass - Jörn-Uwe Fahrenkrog-Petersen: Arrangement, Keyboard, Liedtexter - Carlo Karges: Arrangement, Gitarre, Komponist - Reinhold Heil: Musikproduzent - Nena: Arrangement, Gesang, Gitarre | Unternehmen - CBS Records: Musiklabel - CBS Songs Musikverlag: Verlag - Edition Hate: Verlag |

## Charts und Chartplatzierungen
Haus der drei Sonnen erreichte in Deutschland Position 43 der Singlecharts und konnte sich insgesamt sieben Wochen in den Charts halten. Außerhalb Deutschlands erreichte die Single unter anderem die niederländischen Charts. Für Nena war dies der neunte Charterfolg in den deutschen Singlecharts.

## Coverversion von Nena und Heppner
Entstehung
2010 nahm Nena Haus der drei Sonnen neu für ihre Kompilation Best of Nena auf. Für die Neueinspielung holte sie sich Unterstützung vom ehemaligen Wolfsheim-Sänger Peter Heppner, der auch für die Produktion der Neueinspielung verantwortlich war. Die Idee zur Zusammenarbeit der beiden ging von Seiten Nenas aus. Als die Anfrage kam, war Heppner erst der Meinung das nicht machen zu wollen. Die Begründung lag darin, dass er kein Gastsänger sei, der sich nicht textlich in Projekte einbringen kann. Er müsse schon seine eigene musikalische Arbeit mit einbringen. Nach einigen Überlegungen kam er zu dem Entschluss, dass man bei einem „Kaliber“ wie Nena nicht einfach nein sagen könne. Daraufhin habe er sich nochmals Gedanken darüber gemacht und für sich überlegt, wenn er das komplett so ändern könne, dass es seinen Vorstellungen entspricht, dann könne er schon wieder sagen, dass er seine Musik gemacht habe und dann fände er es auch gut, das als Projekt zu machen.
Veröffentlichung und Promotion
Das Stück wurde als erste Singleauskopplung aus Best of Nena am 5. November 2010 in Deutschland und kurze Zeit später in Österreich und der Schweiz veröffentlicht. Die Maxi-Single beinhaltet neben der Radioversion von Haus der drei Sonnen das Lied In meinem Leben – das bereits ein halbes Jahr zuvor als eigenständige Single aus dem vorangegangenen Studioalbum Made in Germany veröffentlicht wurde – und das Musikvideo zu Haus der drei Sonnen als B-Seite. Im Musikvideo singen Nena und Heppner das Lied zusammen an einer Strandpromenade. Regie führte Marcus Sternberg. Um das Lied zu bewerben, folgte unter anderem ein Liveauftritt zur Hauptsendezeit beim Popstars Finale 2010 auf ProSieben.
Charts und Chartplatzierungen
Im Vergleich zum Original erreichte die Neuinterpretation eine bessere Chartplatzierung, jedoch konnte sich das Original länger in den Charts platzieren. Das Duett erreichte in Deutschland Position 39 der Singlecharts und konnte sich insgesamt vier Wochen in den Charts halten. Für Nena war dies der 39. Charterfolg in den deutschen Singlecharts. Für Heppner als Interpret war dies der achte Charterfolg in Deutschland sowie sein sechster Charterfolg als Musikproduzent.